# Сиконий

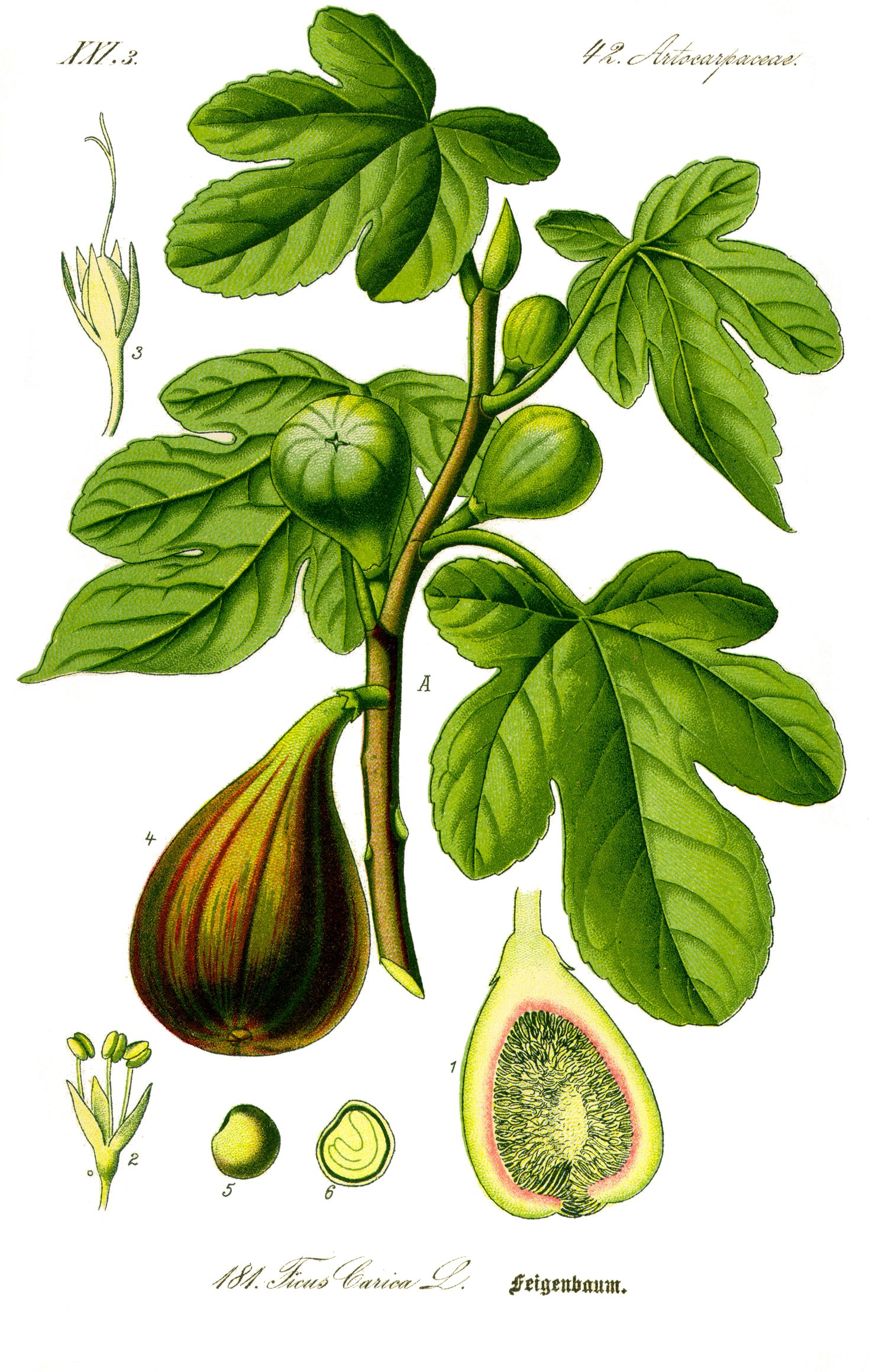

Сико́ний — полое округлое образование у растений рода Фикус, к которым относится, в частности, инжир (Ficus carica, он же смоковница, он же фиговое дерево). Сиконии инжира — фиги, отсюда и «фиговое дерево».
Зрелый сиконий часто называют плодом, хотя строго говоря это не плод, а структура, внутри которой располагаются односемянные плоды. На внутренней стороне стенки сикония располагаются цветки. Завязи одних цветков находятся ближе к стенке, других — дальше.